# 센트리노

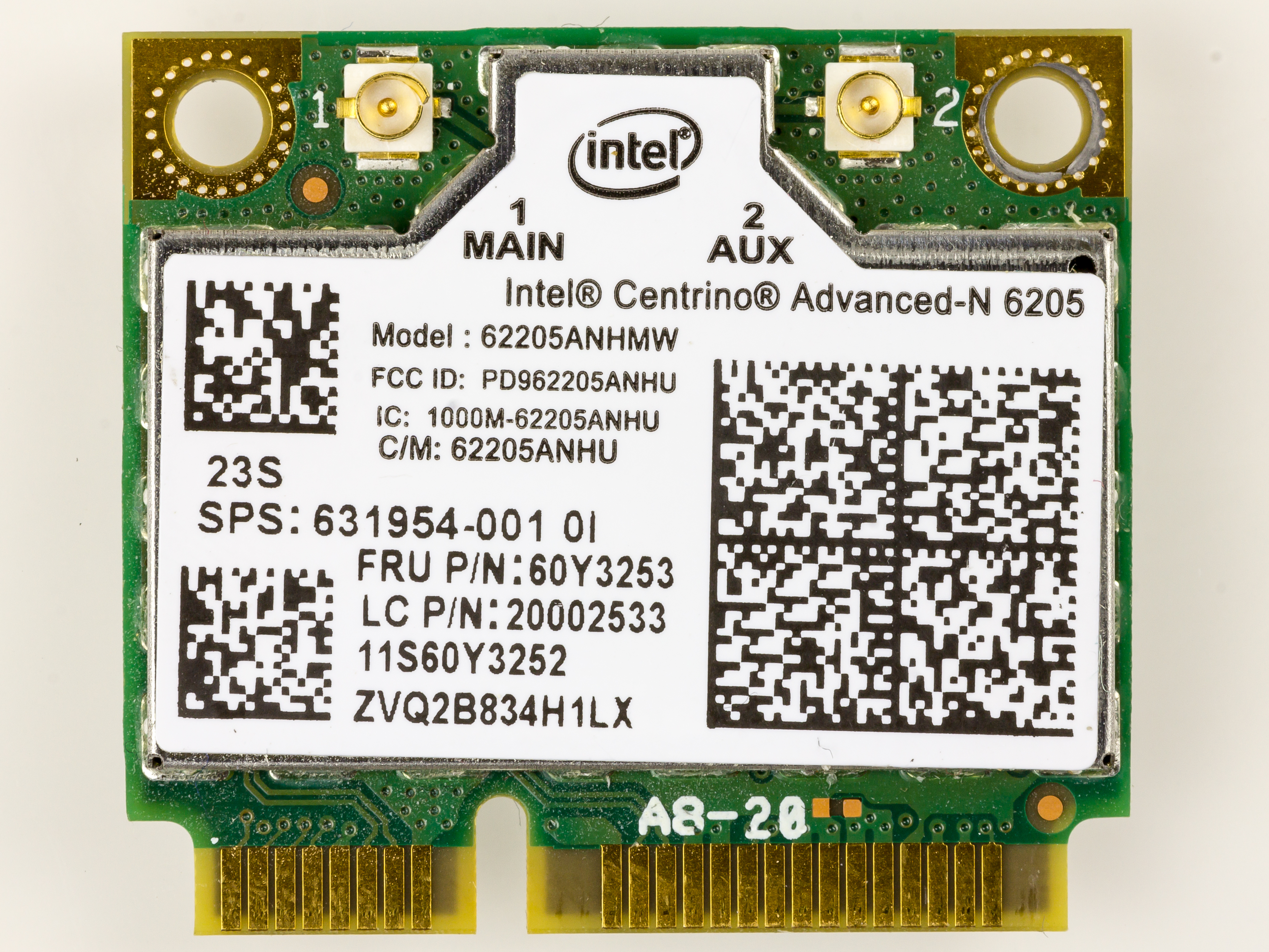
인텔 센트리노 어드밴스-N(Intel Centrino Advanced-N) 6205

센트리노(Centrino)는 와이파이와 와이맥스 어댑터를 대표하는 브랜드 이름이다. 이전에는 인텔의 플랫폼 마케팅의 시작을 의미했으며 CPU와 메인보드 칩셋, 무선 네트워크 인터페이스를 노트북 컴퓨터의 설계에 하나로 통합한 것을 말한다. 인텔은 이러한 기술이 장착된 시스템이 성능이 더 좋고 배터리 수명을 늘리며 더 넓은 무선 네트워크 동작을 가능하게 할 것이라고 주장했다. 이러한 칩들은 인텔의 하이파, 이스라엘 R&D 센터에서 개발되었으며 2003년에 센트리노가 소개된 이후로 50억 달러의 매출이 있었다.
인텔 무선 제품에 대한 새로운 제품 라인 이름은 "인텔 센트리노 와이어리스"(Intel Centrino Wireless)이다.

## 인텔 센트리노
| 무선랜           | 칩셋       | 센트리노  | 프로세서                              | 코드이름     | 출시일 | 공정 기술 | 마이크로아키텍처 |
| 인텔 무선랜 제품 | 800 시리즈 | 카르멜    | 인텔 펜티엄 M                         | 배니아스     | 2003   | 130 nm    | 인텔 P6          |
| 인텔 무선랜 제품 | 800 시리즈 | 카르멜    | 인텔 펜티엄 M                         | 도선         | 2004   | 90 nm     | 인텔 P6          |
| 인텔 무선랜 제품 | 900 시리즈 | 소노마    | 인텔 펜티엄 M                         | 도선         | 2005   | 90 nm     | 인텔 P6          |
| 인텔 무선랜 제품 | 900 시리즈 | 나파      | 인텔 코어 듀오/솔로                   | 요나         | 2006   | 65 nm     | 인텔 P6          |
| 인텔 무선랜 제품 | 900 시리즈 | 나파      | 인텔 코어 2 듀오/솔로                 | 메롬         | 2006   | 65 nm     | 인텔 코어        |
| 인텔 무선랜 제품 | 900 시리즈 | 산타 로사 | 인텔 코어 2 듀오                      | 메롬         | 2007   | 65 nm     | 인텔 코어        |
| 인텔 무선랜 제품 | 900 시리즈 | 산타 로사 | 인텔 코어 2 듀오                      | 펜린         | 2008   | 45 nm     | 인텔 코어        |
| 인텔 무선랜 제품 | 4 시리즈   | 몬테비나  | 인텔 코어 2 듀오                      | 펜린         | 2008   | 45 nm     | 인텔 코어        |
| 인텔 무선랜 제품 | 5 시리즈   | 칼펠라    | 인텔 코어 i7/i7 익스트림 에디션       | 클락스필드   | 2009   | 45 nm     | 인텔 네할렘      |
| 인텔 무선랜 제품 | 5 시리즈   | 칼펠라    | 인텔 코어 i3/i5/i7                    | 애런데일     | 2010   | 32 nm     | 인텔 네할렘      |
| 인텔 무선랜 제품 | 6 시리즈   | 휴론 리버 | 인텔 코어 i3/i5/i7/i7 익스트림 에디션 | 샌디브리지   | 2011   | 32 nm     | 인텔 샌디브리지  |
| 인텔 무선랜 제품 | 7 시리즈   | 치프 리버 | 인텔 코어 i3/i5/i7/i7 익스트림 에디션 | 아이비브리지 | 2012   | 22 nm     | 인텔 샌디브리지  |
| 인텔 무선랜 제품 | 8 시리즈   | 샤크 베이 | 인텔 코어 i3/i5/i7/i7 익스트림 에디션 | 하스웰       | 2013   | 22 nm     | 인텔 하스웰      |
| 인텔 무선랜 제품 | 9 시리즈   |           | 텔 코어 M/i3/i5/i7/i7                 | 브로드웰     | 2014   | 14 nm     | 인텔 하스웰      |

## 몬테비나 플랫폼(2008년)
코드명 몬테비나(Montevina)는 이전 센트리노 플랫폼과의 혼동을 피하기 위해 공식적으로 센트리노 2로 명명된 5세대 센트리노 플랫폼을 나타낸다. 2008년 6월 3~7일에 개최된 컴퓨텍스 타이완 2008(Computex Taiwan 2008)에서 출시될 예정이었으나 통합 그래픽 및 무선 인증 문제로 인해 7월 15일로 연기되었다.

## 모바일 인터넷 디바이스
- 멘로(Menlow) 플랫폼 (2008년)
- 인텔 센트리노 와이어리스
  - 인텔 센트리노 와이어리스-N 1000
  - 인텔 센트리노 어드밴스트-N 6200
  - 인텔 센트리노 얼티밋-N 6300
  - 인텔 센트리노 어드밴스트-N + 와이맥스 6250

## 참조
1. ↑  Connect with Intel® Centrino® Processor Technology

## 같이 보기
- 펜티엄 M
- 인텔 바이브
- 센트리노 2